# Cdk1
La cinasa dependiente de ciclina 1, también conocida como Cdk1 o Cdc2 (de sus siglas en inglés "cell division control protein 2 homolog"), es una proteína muy conservada que funciona como una serina/treonina proteína cinasa, y juega un papel clave en la regulación del ciclo celular. Esta proteína ha sido muy estudiada en las levaduras  S. cerevisiae y S. pombe, donde es codificada por los genes cdc28 y cdc2, respectivamente. En humanos, Cdk1 es codificada por el gen cdc2. Junto el resto de ciclinas, Cdk1 forma un complejo que fosforila numerosos y diversos sustratos diana. La fosforilación de estas proteínas controlan la progresión del ciclo celular.

## Estructura

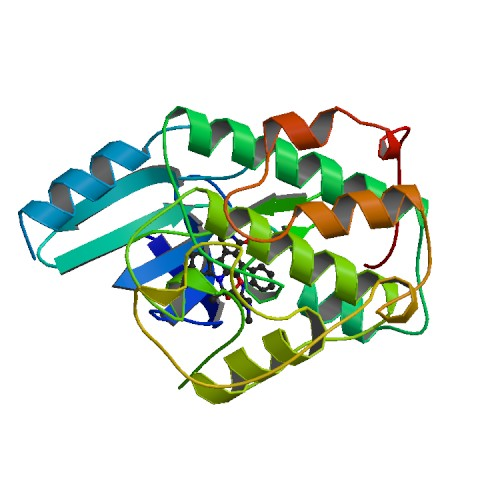
Estructura tridimensional de Cdk2, un homólogo de Cdk1.

Cdk1 es una proteína pequeña (de unos 34 kDa) altamente conservada. El homólogo humano de Cdk1, cdc2, comparte una identidad en su secuencia de aminoácidos de aproximadamente el 60-65% con respecto a la proteína de levadura. Además, cdc2 es capaz de sustituir a su homólogo cdc28 en un mutante de levadura para ese gen. Cdk1 se compone principalmente por un motivo proteína cinasa, que comparte con otras cinasas. Y, al igual que otras cinasas, Cdk1 contiene un surco donde encaja la molécula de ATP. Los sustratos de Cdk1 se unen cerca de la apertura del surco, donde se cataliza la unión covalente del γ-fosfato al átomo de oxígeno del grupo hidroxilo de los residuos serina/treonina del sustrato.
Además de este sitio catalítico, Cdk1, al igual que sucede con otras cinasas dependientes de ciclinas, contiene un bucle T (T-loop) el cual, en ausencia de interacción con una ciclina, impide la unión del sustrato al sitio activo de Cdk1. Cdk1 también contiene una hélice PSTAIRE, la cual, tras la unión de la ciclina, se mueve y reorganiza el sitio activo, facilitando la actividad cinasa.

## Función

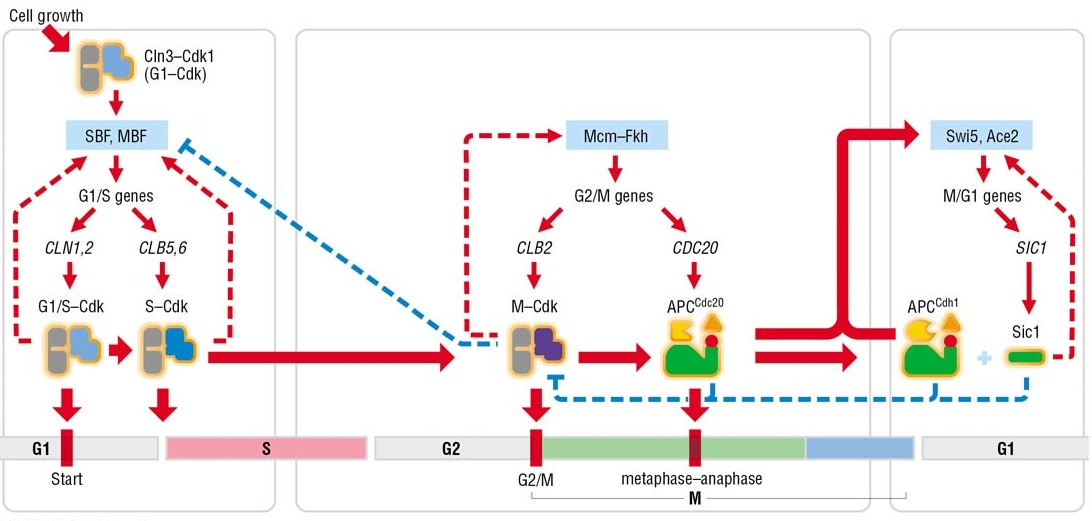
Diagrama donde se puede apreciar el papel de Cdk1 en la progresión del ciclo celular de S. cerevisiae. El complejo Cln3-Cdk1 da lugar a la actividad del complejo Cln1,2-Cdk1, este a su vez a la actividad del complejo Clb5,6-Cdk1 y finalmente a la actividad del complejo Clb1-4-Cdk1.

Cuando se une a sus correspondientes ciclinas, la fosforilación de Cdk1 controla la progresión del ciclo celular. La actividad de Cdk1 es mejor conocida en S. cerevisaie, razón por la cual es la actividad descrita a continuación. En esta levadura, la entrada en el ciclo celular es controlada por dos complejos reguladores, SBF (factor de unión a SCB) y MBF (factor de unión a MCB). Estos dos complejos controlan la transcripción de genes implicados en el paso G1/S, pero normalmente están inactivos. SBF es inhibido por la proteína Whi5, pero, cuando es fosforilada por el complejo Cln3-Cdk1, Whi5 es traslocada fuera del núcleo celular, permitiendo así la transcripción del regulón G1/S, el cual incluye las ciclinas Cln1 y Cln2. La actividad de estas ciclinas prepara la entrada en la fase S del ciclo celular (por ejemplo, favoreciendo la duplicación de los centrómeros) y da lugar al aumento de ciclinas S (Clb5 y Clb6 en S. cerevisiae). El complejo Clb5,6-Cdk1 controla directamente el inicio del origen de replicación; sin embargo, dicho complejo es inhibido por Sic1, evitando un inicio prematuro de la fase S.
La actividad de los complejos Cln1,2 y Clb5,6-Cdk1 promueve la degradación de Sic1, permitiendo así la entrada en la fase S. Finalmente, la fosforilación llevada a cabo por las ciclinas M (Clb1, Clb2, Clb3 y Clb4) acomplejadas con Cdk1 da lugar al ensamblaje del huso mitótico y al alineamiento de las cromátidas. La fosforilación de Cdk1 también conduce a la activación de ubiqitina ligasa APCCdc20, lo que permite la segregación de las cromátidas y la degradación de las ciclinas M. Esta destrucción de las ciclinas M conduce a los últimos eventos de la mitosis (desensamblaje del huso, salida de la fase M, etc).

## Regulación
Dado su papel esencial en la progresión del ciclo celular, Cdk1 se encuentra fuertemente regulada. La regulación más inmediata es la que viene dada por su unión con sus respectivas ciclinas. La unión con las ciclinas altera el acceso al sitio activo de Cdk1, permitiendo su actividad. Además, las ciclinas confieren especificidad a la actividad de Cdk1. Al menos algunas ciclinas contienen una región hidrofóbica que podría interaccionar directamente con los sustratos, confiriendo así especificidad a las dianas. Además, las ciclinas pueden actuar como marcadores en Cdk1 de modo que sea dirigido a diversas y particulares localizaciones subcelulares.
Por otro lado, Cdk1 también puede ser regulada por fosforilación de un residuo de tirosina conservado (Tyr15 en humanos), que está implicado en la inhibición de Cdk1. Esta fosforilación parece alterar la orientación del ATP, impidiendo que la actividad cinasa sea eficiente. Por ejemplo, en S. pombe, la síntesis incompleta de ADN podría conducir a la estabilización de esta fosforilación y así evitar la progresión de la mitosis. La cinasa Wee1, conservada en todos los eucariotas, fosforila el residuo de Tyr15, mientras que fosfatasas de la familia Cdc25, contrarrestan esta actividad. El balance entre ambos parece ayudar en el control de la progresión del ciclo celular. La expresión de Wee1 es controlada por Cdr1, Cdr2 y Pom1.
Los complejos Cdk1-ciclina también son regulados por la unión directa de proteínas inhibidoras de Cdks (CKIs). Una de estas proteínas, previamente presentada, es Sic1. Sic1 es un inhibidor estequiométrico que se une directamente a los complejos Clb5,6-Cdk1. La fosforilación múltiple del complejo Cdk1-Cln1/2 sobre Sic1 parece ser la responsable de promover la ubiquitinación y posterior destrucción de Sic1, y como consecuencia, la entrada en la fase S. Sólo cuando la inhibición producida por Sic1 es superada, la actividad de Clb5,6 puede tener lugar y así comenzar la fase S.

## Interacciones
La proteína Cdk1 ha demostrado ser capaz de interaccionar con:
- Bcl-2[11][12]
- Ciclina B1[13][14][15]
- Ciclina E1[13][16]
- CDKN3[17][18]
- DAB2[19]
- FANCC[20][21]
- GADD45A[22][23][24][25]
- LATS1[26]
- LYN[27][28]
- p53[29][30]
- Ubiquitina C[31]